# Elecciones federales de Australia de 2001
El sábado 10 de noviembre de 2001 se celebraron elecciones federales en Australia, en las que se renovaron la Cámara de Representantes y parte del Senado.

## Resultados Cámara de Representantes
|  | Partido                       | Votos      | %     | +/-   | Escaños | +/- |
|  | ----------------------------- | ---------- | ----- | ----- | ------- | --- |
|  | Partido Laborista Australiano | 4.341.420  | 37,84 | -2,26 | 65      | -2  |
|  | Partido Liberal de Australia  | 4.291.032  | 37,40 | +3,18 | 69      | +5  |
|  | Partido Nacional de Australia | 643.926    | 5,61  | +0,32 | 13      | -3  |
|  | Demócratas Australianos       | 620.225    | 5,41  | +0,28 | 0       | 0   |
|  | Verdes Australianos           | 569.074    | 4,96  | +2,82 | 0       | 0   |
|  | One Nation Party              | 498.032    | 4,34  | -4,09 | 0       | 0   |
|  | Independentes                 | 332.669    | 2,90  | +0,99 | 3       | +2  |
|  | Otros                         | 177.696    | 1,55  | -1,23 | 0       | 0   |
|  | Total                         | 11.474.074 |       |       | 150     | +2  |
|  | Coalición Liberal- Nacional   | 5.655.791  | 51,03 | +2,01 | 82      | +2  |
|  | Partido Laborista Australiano | 5.427.569  | 48,97 | -2,01 | 65      | -2  |

- Datos: Q679653
- Multimedia: Australian federal election, 2001 / Q679653